# Thelypteris killipii
Thelypteris killipii är en kärrbräkenväxtart som beskrevs av Alan Reid Smith och Lellinger. Thelypteris killipii ingår i släktet Thelypteris och familjen Thelypteridaceae. Inga underarter finns listade.